# Fujinomiya
Fujinomiya (富士宮市 -shi) é uma cidade japonesa localizada na província de Shizuoka.
Em 2003 a cidade tinha uma população estimada em 121 869 habitantes e uma densidade populacional de 387,12 h/km². Tem uma área total de 314,81 km².
Recebeu o estatuto de cidade a 1 de Junho de 1942.

## Cidades-irmãs
- Santa Mônica, EUA
- Shaoxing, China